# Porte de Vitry
De Porte de Vitry is een toegangslocatie (porte) tot de stad Parijs, en is gelegen in het noordwestelijke 13e arrondissement.